# Muzeum porcelánu v Klášterci nad Ohří
Muzeum porcelánu v Klášterci nad Ohří se nachází v budově kláštereckého zámku. U příležitosti 140. výročí založení thunské porcelánky zde roku 1954 byla instalována dlouhodobá expozice evropského, zvláště českého, porcelánu ze sbírek Uměleckoprůmyslového muzea v Praze a při oslavách 200. výročí byla obnovena a publikována v katalogu. Umístění muzea v Klášterci nad Ohří bylo zvoleno, protože zde roku 1794 vznikla třetí nejstarší a druhá dosud činná porcelánka v Česku.

## Historie porcelánky
Zakladatel porcelánky Johann Nikolaus Weber (1734–1801) přišel na klášterecké panství roku 1784 jako hraběcí lesmistr na pozvání Františka Josefa Thuna z rodného Alsaska. Po svém penzionování se roku 1793 rozhodl založit porcelánku. Podnět mu dal pracovník saské porcelánky Kastner, který objevil při své cestě na kláštereckém panství u Černic hlínu podobnou kaolinu. Hrabě Thun poskytl Weberovi grottu v zámeckém parku, aby zbudoval první pec ke zkušebnímu výpalu nádobí. Za první úspěch se považuje dochovaný koflík s miskou s nápisem Vivat Böhmen. Další zdokonalení výroby zaznamenali až jeho následovníci poté, co byla postavena v pořadí třetí pec a 22. listopadu 1794 české zemské gubernium oficiálně povolilo výrobu kameniny. Teprve v letech 1797–1803 pod vedením durynského obchodníka Christiana Nonne (* 1751) se podařilo dosáhnout určité kvality šedého porcelánu s modrým dekorem. Jako točíř a dílovedoucí tehdy působil Josef Habertitzel (1774–1849), syn zakladatele slavkovské porcelánky, který si kláštereckou porcelánku najal od roku 1805. Od roku 1801 se na doporučení mineraloga Františka Ambrože Reusse začala dovážet hlína z okolí Kadaně. Kolem roku 1805 se podařilo vypálit tak kvalitní bílý střep, že se jím cítila být ohrožena i vídeňská manufaktura. Kolem roku 1815 se začaly vyrábět úspěšné kávové i čajové servisy, a lázeňské koflíky, jimiž byla zásobována lázeňská centra severních a západních Čech.
První vrcholné období porcelánu stylově empirového nastalo v letech 1820–1835 pod vedením Josefa Matyáše Thuna, který dal postavit novou budovu porcelánky a značně rozšířil produkci nádobí. Dosavadní stylový a dekorační vliv durynských porcelánek vystřídaly vzory míšeňské a vídeňské. Malíře porcelánu tehdy v Klášterci vedl Augustin Gruber.
Pod vedením Johanna Hillardta v letech 1835–1850 navázalo další úspěšné období. Sortiment zahrnoval kromě souprav stolního nádobí také vázy, svícny, mycí – toaletní soupravy, kuřácké pomůcky, ale také chrámové vybavení jako kropenky. Ve čtyřicátých letech byli zaměstnanci posílení o osmdesát malířů.
Pod vedením Karla Verniera v letech 1850–1872 klášterecká porcelánka dosáhla druhého asi nejvýznamnějšího období, éry velkých souprav čajových, kávových i jídelních servisů, označovaných jako formy francouzské nebo anglické. Současně se dodávaly stolní ozdoby (nástolce) v podobě figurálního porcelánu, zpravidla stavebnice žánrových skupin figurek a architektonických motivů. velkým přínosem byla spolupráce se sochařem Arnoštem Poppem, který vytvořil například alegorické figurky Čtyř živlů, dvě Tančící komtesy a protějškové busty císařského páru Františka Josefa I. a Alžběty Bavorské. V letech 1872–1900 nastaly určité organizační problémy výroby. Nejvýznamnějším artiklem se stal modrý cibulový dekor nádobí, který se v kláštereckém vzorníku jako Zwiebelmuster objevil poprvé roku 1868.

## Historie sbírky Uměleckoprůmyslového musea

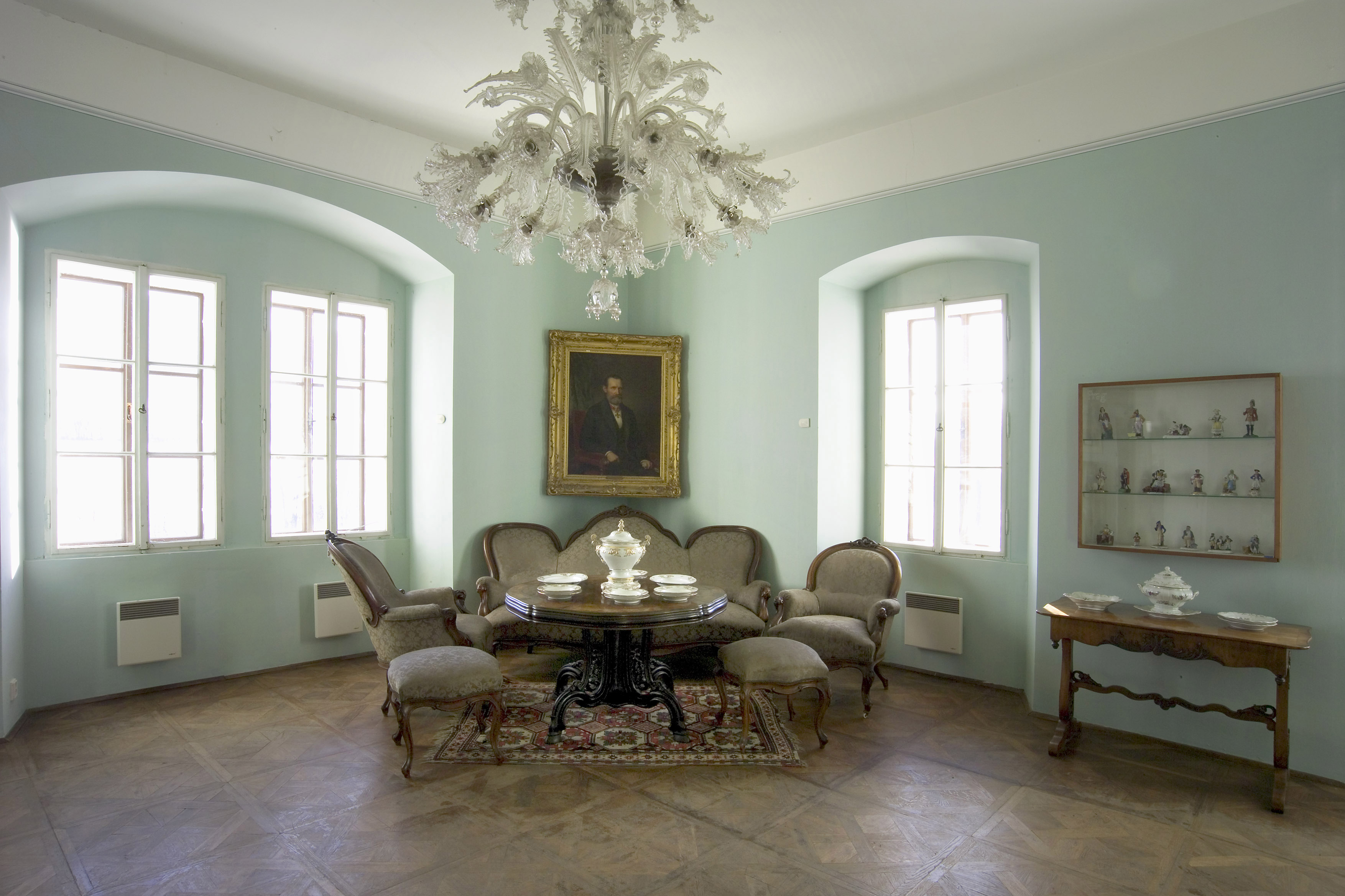
Expozice

V letech 1950–1952 byly restaurovány cenné renesanční zámecké interiéry a byla zde také instalována expozice porcelánu ze sbírek Uměleckoprůmyslového muzea v Praze. Expozice zachycuje vývoj českého i cizozemského porcelánu, historii klášterecké porcelánky, která dodnes patří k nejdůležitějším českým producentům porcelánu.
Sbírka s přibližně 12 000 exponáty patří po drážďanské, berlínské a vídeňské sbírce k předním středoevropským sbírkám. Byla založena po roce 1885 zprvu jen příležitostnými akvizicemi, k nimž patřila mimo jiné část proslulé sbírky Vojtěcha Lanny mladšího. Systematicky se sbírka začala rozvíjet až po první světové válce. Sbírka se zaměřuje především na evropský porcelán 18., 19. a raného 20. století, se zvláštním zřetelem k mapování české porcelánové produkce. Významnou část sbírky tvoří kolekce míšeňského porcelánu, kontinuálně zastoupeného od raritních vzorů z nejstaršího období až do konce 19. století. Další charakteristickou součástí je kolekce vídeňského porcelánu z manufaktury v Augarten. Tento soubor zahrnuje práce od počátků manufaktury až do klasicistního období. Kromě evropského porcelánu sbírky prezentují hlavně kolekcí českého porcelánu. Ta je největší v Česku, vyniká v ní soubor předmětů z manufaktury ve Slavkově (založené 1792), jejíž produkci mapuje takřka kontinuálně, stejně jako porcelánek v Lokti a na Karlovarsku, nejdříve v Březové (1803), a dále například v Dalovicích nebo v Doubí, podobně jako figurální porcelán z továrny v Praze na Smíchově. Dále se představuje produkce z Duchcova. Kromě historického porcelánu je vystavena také kolekce moderního porcelánu až po současný sortiment porcelánky Thun.

## Thun-Hohensteinská sbírka porcelánu
Rodinná sbírka kláštereckých Thun-Hohensteinů ovšem není vystavena, protože ji jako konfiskát německého majetku roku 1945 získalo pražské Národní muzeum. Vyniká v ní například sbírka lázeňských koflíků.